# 기타야마다촌 (도야마현)
기타야마다촌(北山田村)은 도야마현 도나미군·히가시토나미군에 설치되었던 촌이다. 현재의 난토시에 해당한다.

## 역사
- 1889년 4월 1일 - 정촌제 시행에 의해  도나미군 후토미야마촌이 성립하였다.
- 1896년 4월 1일 - 군 개편에 의해 도나미군이 분할해 히가시토나미군이 성립에 의해 히가시토나미군에 속하게 되었다.
- 1952년 5월 1일 - 히가시토나미군 야마다촌, 니시토나미군 후쿠미쓰정·이시구로촌·니시후토미촌·후토미야마촌·히로세촌·히로세타치촌·히가시후토미촌·요시에촌과 합병해 난토정이 되었다.

## 교통

### 철도
- 일본 철도성
  - 조하나선

### 도로
고속도로
- 도카이 호쿠리쿠 자동차도

1번국도
- 국도 제304호선

## 참고문헌
- 『市町村名変遷辞典』東京堂出版、1990年。